# Четверорукие
Четверорукие (лат. Quadrumana) — один из двух отрядов, на которые был в XVIII веке искусственно разделён отряд приматов. Он включал в себя всех приматов, за исключением человека, который выделялся в отряд Bimanus (двурукие). Первым о таком разделении сказал Жорж Бюффон, а в 1775 году немецкий анатом И. Блуменбах выделил эти два отряда, что вскоре закрепил знаменитый зоолог Жорж Кювье. Примерно через 100 лет Томас Гексли доказал, что задняя конечность обезьяны — нога, а не рука, что положило конец разделению отряда приматов на двуруких и четвероруких.